# Tour autoportante
Une tour autoportante ou structure autoportante, est une structure architecturale, dont la stabilité est assurée par la seule rigidité de sa forme.

## Quelques tours autoportantes
- Tour Eiffel,  France
- Olympiaturm,  Allemagne
- Tour CN,  Canada
- Tour Ostankino,  Russie
- Willis Tower,  États-Unis
- Torre Telecom Italia,  Italie